# جراح العتيقي
جراح محمد العتيقي ( 15 أكتوبر 1981  -) لاعب كرة قدم كويتي سابق. بدأ مسيرته مع نادي الكويت، وحصل معه على بطولة الدوري الكويتي أعوام 2006 و2007 و2008، وكأس الأمير 2009 وكأس ولي العهد أعوام 2008 و2010 و2011 وكأس الاتحاد الآسيوي 2009.